# Der Tod des Honorio
Der Tod des Honorio (span. La muerte de Honorio)  ist ein Roman des venezolanischen Schriftstellers Miguel Otero Silva, der 1963 im Verlag Losada in Buenos Aires erschien. In Venezuela kam der Text 1968 im Verlag Monte Avila in Caracas heraus.

## Überblick
Vor dem 22. Januar 1958 in einer abgelegenen venezolanischen Haftanstalt südlich des Orinoco: Fünf venezolanische politische Gefangene erzählen, wie sie in der Zeit der Diktator, also vor 1958, von Schergen der Seguridad Nacional gefoltert wurden.
Bis auf den Friseur Nicolás Barrientos sind alle fünf Gefangenen politische Führer – im Verständnis der Diktatur Schwerstverbrecher. Deshalb werden sie von den übrigen Gefangenen streng isoliert.

## Form
Die fünf Erzählungen der Gefangenen über oben genannte erduldete Folter in den Kellern der Geheimpolizei Seguridad Nacional überfordern den feinfühligeren Leser. Und die vier Kämpfer, Mitglieder der Partido Comunista de Venezuela, erregen zuweilen mit der unverhohlen-plakativen Predigt marxistischen Gedankenguts den Unmut des „normalen“ Lesers aus dem 21. Jahrhundert. Allerdings trägt Miguel Otero Silva seinen schwerverdaulichen Stoff keineswegs plump vor. Jeder der Fünf erzählt, wenn er an der Reihe ist, alternierend auf zwei Ebenen – einmal in wörtlicher Rede für die Ohren seiner vier Leidensgenossen und dann noch kursiv gestellt – seine Gedanken, für den geneigten Leser bestimmt. Es lassen sich sogar Textpassagen auffinden, in denen die humorige Prosakunst Miguel Otero Silvas bewundert werden kann. Zum Beispiel wird den fünf Gefangenen zunächst die Post vorenthalten. Als später der Postempfang in Maßen erlaubt wird, hält mancher Empfänger ein arg vom Zensor zusammengeschnittenes Schreiben in Händen. Doch Milena, die Sprachlehrerin, schreibt an den gefangenen Journalisten Eugenio Rondón über den Kampf gegen die Diktatur – als Klatschgeschichte verpackt. Schwächen der Helden werden nicht verschwiegen. Noemí Mendizábal, die begüterte Freundin des Hauptmanns Roseliano Luigi, facht bei jeder Gelegenheit die Eifersucht des Hauptmanns an.

## Die Erzähler
Die fünf Gefangenen unterrichten sich gegenseitig. Der Buchhalter profiliert sich als Englischlehrer, der Hauptmann lehrt Algebra, der Journalist bespricht mit seinen vier Kameraden die Göttliche Komödie und der Arzt doziert zur Politischen Ökonomie.
Der Buchhalter Luis Carlos Tosta
war Leiter des Sonderdienstes seiner Partei. Die Verhaftung hat er einen Bombenbastler aus den eigenen Reihen zu „verdanken“. Durch vorzeitige Explosion der Bombe schwerverletzt, hatte der Sterbende der neugierigen Polizei Namen preisgegeben. Gelernter Buchhalter war Tosta nicht. Er fand sich lediglich in allen möglichen Berufen komplikationslos zurecht – so auch in diesem. Tostas Ehefrau war bei der Geburt des gemeinsamen ersten Kindes verstorben. Vor der zweiwöchigen Folter hatte er nur ein paar graue Haare. Hinterher war er weiß.
Der Journalist Eugenio Rondón
entstammt einer Juristendynastie. Er verweigerte das Jurastudium und wurde vom Vater verstoßen. Erfolgreich arbeitete er als Reporter und traf sich mit reformwilligen Offizieren. Die Polizei suchte fortan nach ihm. Verhörte mussten gesprochen haben. Ergriffen wurde er zufällig während eines leichtsinnigen Bummels durch die Stadt. Nach der mehrwöchigen Folter wurde er in eine Zelle gesteckt, in der drei ihm gutbekannte Mitkämpfer saßen. Keiner von denen habe Rondón wiedererkannt.
Der Arzt Salvador Valerio
übernahm, von Razzien verschont geblieben, die Propagandaabteilung der Partei. Der Parteidisziplin unterwarf er sich gern. Der Kubaner Julio Antonio Mella ist sein Vorbild. Nach einer Denunziation aus den eigenen Reihen wurde Valerio verhaftet. Als Widerständler ist er familiär vorbelastet. Als Valerio noch Kind war, hatte der Vater zwölf Jahre Haft in einem unterirdischen Verlies, von den spanischen Eroberern am Meer erbaut, verbracht. Schließlich entlassen, starb der Vater daheim nach wenigen Tagen in Freiheit. Die Mutter und Tanten ermöglichten Valerio Abitur und Studium. Das dickleibige Anatomie-Lehrbuch hatte er zusammen mit zwei anderen armen Kommilitonen erstanden.
Der Hauptmann Roseliano Luigi
wuchs am Fuße schneebedeckter Berge an den Ufern der Flüsse Chama, Albarregas, Milla und Mucujún auf. Der Vater hatte für den Sohn die Ingenieurslaufbahn vorgesehen. Trotzdem setzte der Junge seinen Willen durch und diente sich in Caracas zum Hauptmann hoch. Zum Gegner der Militärregierung wird Luigi, nachdem er von der Ermordung Ruiz Pinedas, der Existenz des Konzentrationslagers Guasina und den Bereicherungen führender Militärs erfahren hat. Die Erhebung der Offiziere, an der sich Luigi beteiligt, wird niedergeschlagen. Der Inhaftierte nennt keine Namen, nimmt alle Schuld auf sich, wird vom Militärgericht in den Ruhestand versetzt und kommt für zwölf Jahre in den Kerker.
Sobald die Diktatur gestürzt ist, will Luigi zur Armee zurück und die Schuldigen bestrafen.
Im Dezember 1957 gelingt einem Onkel Luigis der Besuch des Neffen im Gefängnis. Der Onkel ist davon überzeugt, dass die Diktatur binnen zweier Monate gestürzt werden wird.
Der Friseur Nicolás Barrientos,
Sohn eines Maurers, interessiert sich nicht für Politik und ist nicht einmal Gewerkschafter. Als er das Gerede eines Kunden nachgeplappert hatte, war er von einem Spitzel ins Gefängnis gebracht worden.
Aus Geltungsbedürfnis erfindet Barrientos vor seinen vier Leidensgenossen einen sechsjährigen Sohn Honorio, den er zusammen mit seiner Frau Rosario Cardoso haben will. Die Flunkerei wird dem Friseur abgenommen. Alle vier Kameraden sorgen sich um den erfundenen Honorio.
Am 10. Januar 1958 dringt die Nachricht von einem Generalstreik, geplant für Mitte Januar, zu den fünf Gefangenen vor. Die Freude der vier Kämpfer auf die bevorstehende Freiheit wird getrübt, als der Friseur Barrientos seine Lüge eingesteht. Für die Vier ist Honorio gestorben und sie müssen ihr Weinen ersticken. Hatten sie doch Honorio insgeheim adoptiert. Wollten sie doch draußen in der Freiheit seine Schritte überwachen.

### Textausgaben
Verwendete Ausgabe
- Der Tod des Honorio. Aus dem Spanischen übersetzt von Christel Dobenecker. Aufbau-Verlag Berlin 1976 (1. Aufl.), 235 Seiten, ohne ISBN

## Anmerkung
1. ↑  Miguel Otero Silva gibt am Ende des Romans, also kurz vor der Beschreibung der Befreiung der politischen Häftlinge, ein einziges konkreteres Datum – Dienstag, den 21. Januar – an. Der Wochentag passt auf das Jahr 1958. Aus dem Kontext kann gefolgert werden, die Handlung in dem Gefängnis südlich des Orinoco läuft vom Jahr 1957 bis zu jenem 21. Januar 1958.